# Cruz de los Milagros
Cruz de los Milagros är en ort i Argentina.   Den ligger i provinsen Corrientes, i den nordöstra delen av landet, 600 km norr om huvudstaden Buenos Aires. Cruz de los Milagros ligger 59 meter över havet och antalet invånare är 1 768.
Terrängen runt Cruz de los Milagros är mycket platt. Närmaste större samhälle är Santa Lucía, 19,3 km sydväst om Cruz de los Milagros.
Trakten runt Cruz de los Milagros består i huvudsak av gräsmarker. Runt Cruz de los Milagros är det glesbefolkat, med 19 invånare per kvadratkilometer.